# Boletus frostii
Bolétus fróstii (лат.) — вид трубчатых грибов, традиционно относящийся к роду Боровик (Boletus) семейства Болетовые (Boletaceae). В 2014 году на основании молекулярных данных этот род был разделён на множество мелких родов, а данный вид был помещён в род Butyriboletus.

## Описание
Шляпконожечный мясистый трубчатый гриб. Шляпка до 15 см в диаметре, у молодых грибов полушаровидная до выпуклой, затем раскрывается до широковыпуклой и почти плоской, в молодости иногда с беловатым налётом, при намокании гладкая и слизистая. Окраска у молодых грибов тёмно-красная до яблочно-красной, с возрастом часто выцветает до кровяно-красной с отдельными желтоватыми участками.
Трубчатый слой тёмно-красный, затем немного бледнеющий, у молодых грибов и во влажную погоду нередко с выступающими ярко-жёлтыми каплями, при повреждении быстро синеет. Поры округлые, по 2—3 на миллиметр.
Ножка 4—12 см длиной и до 2,5 см в поперечнике, расширяющаяся к основанию или почти цилиндрическая, выполненная. Поверхность резко неровная от очень сильно выраженной сеточки. Окраска тёмно-красная, в основании часто желтоватая или беловатая.
Мякоть шляпки лимонно-жёлтая, на воздухе очень быстро становится тёмно-синей, в ножке это посинение происходит существенно медленнее. Особыми запахом и вкусом мякоть в сыром виде не обладает.
Споровый отпечаток оливково-коричневого цвета. Споры эллиптические, 11—17×4—5 мкм.
Съедобный легко определяемый гриб, в приготовленном виде обладающим кислым вкусом, сравниваемым с апельсиновым.

## Экология
Широко распространённый в Северной Америке вид. На севере встречается от Новой Англии до Мичигана, южнее заходит дальше на запад — до Аризоны, на востоке — до Джорджии, также в Мексике и Центральной Америке.

## Синонимы
- Butyriboletus frostii (J.L.Russell) G.Wu et al., 2016
- Exsudoporus frostii (J.L.Russell) Vizzini et al., 2014
- Suillellus frostii (J.L.Russell) Murrill, 1909
- Suillus frostii (J.L.Russell) Kuntze, 1898
- Tubiporus frostii (J.L.Russell) S.Imai, 1968